# ورد بلسمي
ورد بلسمي (الاسم العلمي:Rosa balsamica) هو نوع من النباتات يتبع جنس الورد من الفصيلة الوردية.